# Yair Bonnín
Yair Iván Bonnin (Villa Elisa, Entre Ríos, Argentina, 20 de septiembre de 1990) es un futbolista argentino que se desempeña como arquero en el club Deportivo Madryn.

## Trayectoria

### Gimnasia y Esgrima La Plata
Luego de formarse en la "Asociación Atlética Jorge Bernardo Griffa" de la liga rosarina, en 2008 pasaría a las filas de Gimnasia y Esgrima en la cuarta división de inferiores. En junio de 2011 y con 20 años firmó su primer contrato profesional. Estuvo hasta mediados de 2016 donde pasó a préstamo al Club Atlético Paraná y retornaría brevemente en 2017 donde viajó a jugar a Chile en calidad de jugador libre en 2018.

### Atlético Paraná
En julio de 2016 y para obtener más minutos en el arco es contratado por el Club Atlético Paraná de Entre Ríos, para el Torneo Primera B Nacional 2016.

### Rangers
A principio de la temporada 2018, pasa al Club Social de Deportes Rangers de Chile para disputar el torneo de la Primera División «B», del fútbol chileno.

### Flandria
En julio de 2019 el Club Social y Deportivo Flandria incorpora los servicios del arquero para el Campeonato de Primera B Nacional 2018-19. Con muy buenas actuaciones, decidió no renovar y jugar en Mitre de Santiago del Estero.

### Mitre (Santiago del Estero)
A mediados del 2020 recala en el Club Atlético Mitre (Santiago del Estero). Mostrando buen nivel estará en el equipo hasta finales del 2021.

### Deportivo Madryn
A finales de diciembre de 2021, Deportivo Madryn oficializó la llegada del arquero. El 24 de mayo, en 32avos de Copa Argentina 2022, Yair ataja dos penales y clasifica a Deportivo Madryn a la siguiente fase, derrotando a Huracán 4 a 3 luego que en el tiempo reglamentario empataran 0 a 0.

### Segundo paso en Rangers
En diciembre de 2022, se anuncia su cesión a Rangers de la Primera B chilena, equipo en que ya había militado durante la temporada 2018.

## Clubes
| Club                    | País      | Año       | PJ |
| ----------------------- | --------- | --------- | -- |
| Gimnasia y Esgrima (LP) | Argentina | 2010-2016 | 5  |
| Atlético Paraná         | Argentina | 2016-2017 | 25 |
| Gimnasia y Esgrima (LP) | Argentina | 2017      | 1  |
| Rangers                 | Chile     | 2018      | 24 |
| Flandria                | Argentina | 2019-2020 | 24 |
| Mitre (SdE)             | Argentina | 2020-2021 | 4  |
| Deportivo Madryn        | Argentina | 2022      | 21 |
| Rangers                 | Chile     | 2023      | 30 |
| Deportivo Madryn        | Argentina | 2024-Act. | 38 |